# تايمو كيونيرت
تايمو كيونيرت (بالألمانية: Timo Kunert)‏ (12 مارس 1987 بغلادبيك في ألمانيا - ) هو لاعب كرة قدم ألماني في مركز الوسط. شارك مع منتخب ألمانيا لكرة القدم تحت 18 سنة ومنتخب ألمانيا تحت 19 سنة لكرة القدم ومنتخب ألمانيا تحت 20 سنة لكرة القدم. أما مع النوادي، فقد لعب مع روت فايس أوبرهاوزن وشالكه 04 ونادي ساربروكن ونادي هامبورغ ونادي أوسنابروك وTSV Steinbach Haiger ‏ ونادي هامبورغ 2 ‏ وSportfreunde Lotte ‏.

## وصلات خارجية
- تايمو كيونيرت على موقع قاعدة بيانات كرة القدم.إي يو (الإنجليزية)
- تايمو كيونيرت على موقع بيانات كرة القدم. دي إي (الألمانية)
- تايمو كيونيرت على موقع Soccerway.com (الإنجليزية)
- تايمو كيونيرت على موقع عالم كرة القدم.نت (الإنجليزية)